# Leglock (Kampfsport)
Ein Leglock ist ein Angriff im Kampfsport, welcher die Beine, die Knie, die Fußgelenke oder Knöchel überhebelt, so dass der Gegner den Kampf aufgeben muss.
Ein Hebel, welcher auf die Füße zielt, wird als "Footlock" oder "Fußhebel" bezeichnet, eine Attacke der Hüfte als "Hip Lock". Abzugrenzen davon sind Spinal Locks, mit welchen die Wirbelsäule attackiert wird.
In Grappling-Sportarten wie Mixed Martial Arts, Sambo, Brazilian Jiu-Jitsu, Wrestling, Vale Tudo sind sie erlaubt.
Allerdings gibt es hier Einschränkungen je nach Erfahrung. So dürfen etwa in Brazilian Jiu Jitsu Anfänger (Weißgurte – und auch Blaugurte) keine Angriffe durchführen, welche die Knie stark belasten, wie etwa Kneebars oder Heel Hooks.
In Judo dagegen sind Leg Locks sowie Angriffe auf die Beine seit 2010 komplett verboten.
Wie die meisten Gelenkhebel, so sind auch Leglocks effektiver, wenn der gesamte Körper als Hebel genutzt wird.
Einige wirken auf die großen Gelenke des Knies oder der Hüfte und bringen eine Hebelwirkung mit sich, so dass sie größere Muskelgruppen überdehnen. Andere wirken direkt auf die Bänder im Knie oder auf die kleinen Gelenke des Knöchels.
Leglocks können als Kontrollpositionen dienen, wie etwa der Leg Triangle oder den Leg Knot (Beinknoten). Obgleich viele Angriffe im Brasilianischen Jiu Jitsu verboten bzw. nur für Braun- und Schwarzgurte erlaubt sind, können sie dennoch so ein "Setup", also eine Kontrollposition für einen legalen, anderweitigen Angriff darstellen.
Einige andere Leglock-Kontrollpositionen dagegen wurden in modernen BJJ- und Submission-Grappling-Wettbewerben als Guard übernommen, wie die Snake - oder Single Leg X Guard oder die 50/50 Guard.
Beim Training oder Sparring werden Leglocks langsam und kontrolliert angewendet, so dass Verletzungen vermieden werden. Insbesondere bei Submissions mit besonders hohem Verletzungspotential wie dem Heel Hook geht es vor allem darum, die Etablierung einer sicheren Kontrollposition zu trainieren, aus der der Gegner nicht mehr entkommen kann.
Der Gegner/Trainingspartner signalisiert dies durch Abklopfen (engl.: Tap)
In der Selbstverteidigungssituation, dagegen kann es beim "Durchziehen" des Hebels zu enormen Schäden, wie Dislokation, Knochenbruch, Sehnen-- oder Bänderrissen sowie zu dauerhaften Knieschäden kommen.

## Leglock Kontrolle
Leglocks umfassen sowohl die Kontrolle als auch die daraus folgende Submission. Um jedoch eine Submission erreichen zu können, muss eine entsprechende Kontrolle vorhanden sein (Es gilt der Grundsatz: „Position before Submission“).
Zunächst einmal können Leglocks in Same Side Control Leg Locks sowie Cross Side Controls unterschieden werden.
Die wichtigsten 5 sind:

### Inside Ashi Garami. (Same Side Control)
Der Ashi Garami ist eine im Kern liegende Single Leg X Guard. Dabei wird das Bein des Gegners am Boden unter dem Arm (gleiche Seite) „gesperrt“, so dass er das Bein nicht mehr herausziehen kann.
Den bodenseitigen Fuß stemmt er in die Hüfte des Gegners, um ihn am Aufstehen zu hindern bzw. falls als Submission der Straight Ankle Lock angesetzt werden soll, Druck auszuüben. Das andere Bein klemmt mit dem Knie das Bein des Gegners ein und kontrolliert den Unterschenkel des Gegners. Zu beachten ist dabei, dass es außerhalb der Reichweite der Arme des Gegners bleibt, um einen Heel Hook zu vermeiden.
Wenn der Gegner aus dieser Position aufsteht, besteht weiterhin Kontrolle (Single Leg X Guard), aus der weitere Schritte, wie zum Beispiel Sweeps erfolgen können.
Es handelt sich um eine Kontrollposition. Submissions aus dieser Position können Straight Ankle Locks sowie Heel Hooks darstellen.

### Outside Ashi Garami. (Same Side Control)
Generell handelt es sich hier um dieselbe Technik. Im Gegensatz um Inside Ashi Garami sind hier jedoch beide Beine außen an der Hüfte, um den Gegner zu sperren.
Aus dieser Position kann vor allem der Heel Hook angesetzt werden. Ankle Locks sind hier keine gute Option, da der Ausführende nur unzureichend Spannung aufbauen kann.
Auch kann der Ausführende sich aus dieser Position auf den Bauch rollen, und einen Kneebar ansetzen.

### Game Over Position/Leg Knot (Same Side Control)
Bei dieser Position hakt der Ausführende beide Beine unter das von ihm abgewendete Bein des Gegners. Geeignete Submissions aus dieser Position sind Ankle Locks, Toe Holds sowie Heel Hooks.

### 50/50 Position (Fifty/Fifty) (Cross Side Control)

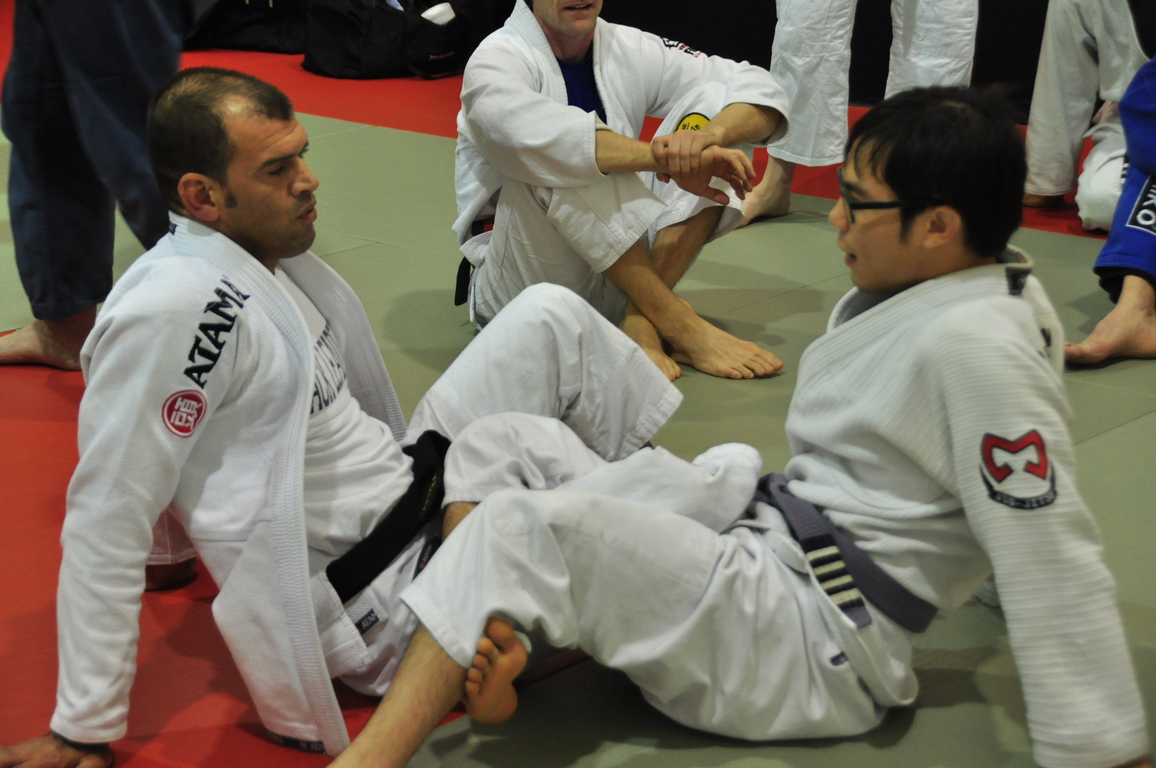
Megaton Dias demonstriert die 50-50 Guard

Bei der 50/50 handelt es sich im Grunde ebenfalls um eine Ashi Garami Position. Allerdings wird das gegnerische Bein hier nicht auf der dem Boden zugewandten Seite kontrolliert, sondern über die obere Seite. Das Bein wird also nicht in einer Linie, sondern diagonal über den Körper angegriffen. (Cross Side Control)
Die 50/50 heißt so, weil beide Ausführenden dieselben Ausgangspositionen haben. Der Nachteil dieser Position ist also, dass der Gegner zunächst einmal dieselben Angriffe durchführen kann. Hier kommt es darauf an, durch mehr Erfahrung und bessere Taktik möglichst schnell in eine geeignete Submission, etwa Heel Hooks oder Straight Ankle Locks zu kommen.

### Honey Hole/Saddle/411/Inside Sankaku (Cross Side Control)
Beim Inside Sankau (jap. Triangle) handelt es sich um eine Variante der 50/50 Position. Bei dieser sind jedoch beide Beine innen, nicht, wie bei der 50/50 Position beide Beine außen.
Als Submission kommt aus dieser Position der Heel Hook in Frage.

## Leglock Submissions
Submissions können das Knie, die die Fußgelenke sowie die Wadenmuskulatur angreifen.

### Knie-Angriffe

#### Kneebar

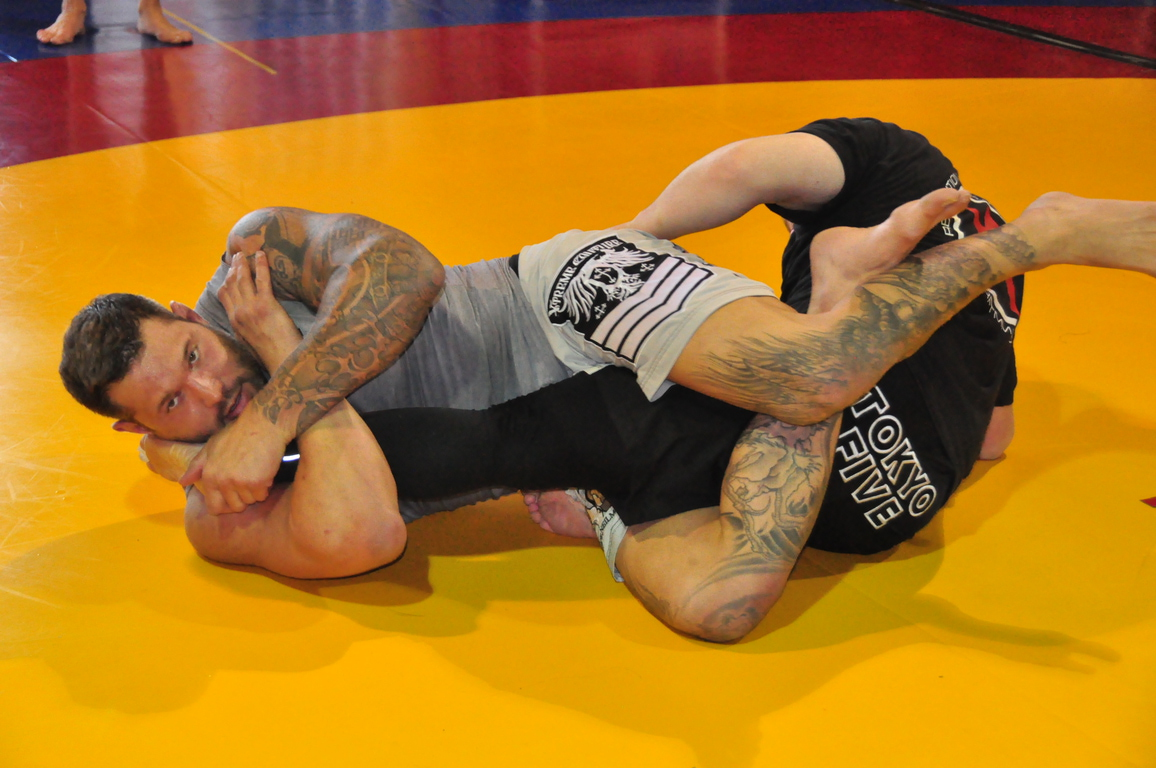
Demonstration eines Kneebar. Die Ausführung ist identisch mit der des Armbar.

Ein Kneebar (auch Legbar, Knielock oder Hiza-Juji-Gatame genannt) ist ein Leglock, der das Knie überstreckt. Die grundlegende Kneebar-Technik ist ähnlich der eines Armbars. Der Kämpfer fixiert das Bein des Gegners zwischen seinen Beinen, so dass die Kniescheibe des Gegners auf den Körper zeigt. Dann übt er mit seinen Hüften Druck aus, zwingt das Bein des Gegners in eine Streckung, und überdehnt so das Kniegelenk. Eine Variation des Knee Bar besteht darin, den Fuß des Gegners hinter einer Achselhöhle zu sperren. Der Kämpfer wird dann Druck ausüben, indem er auch seinen Oberkörper und seine Hüften verwendet, wodurch eine größere Kraft auf das Knie ausgeübt wird.
Zudem wird es so noch schwieriger, aus dem Leglock zu entkommen, ehe Gewebe- oder Bänderschäden auftreten.

#### Heel Hook

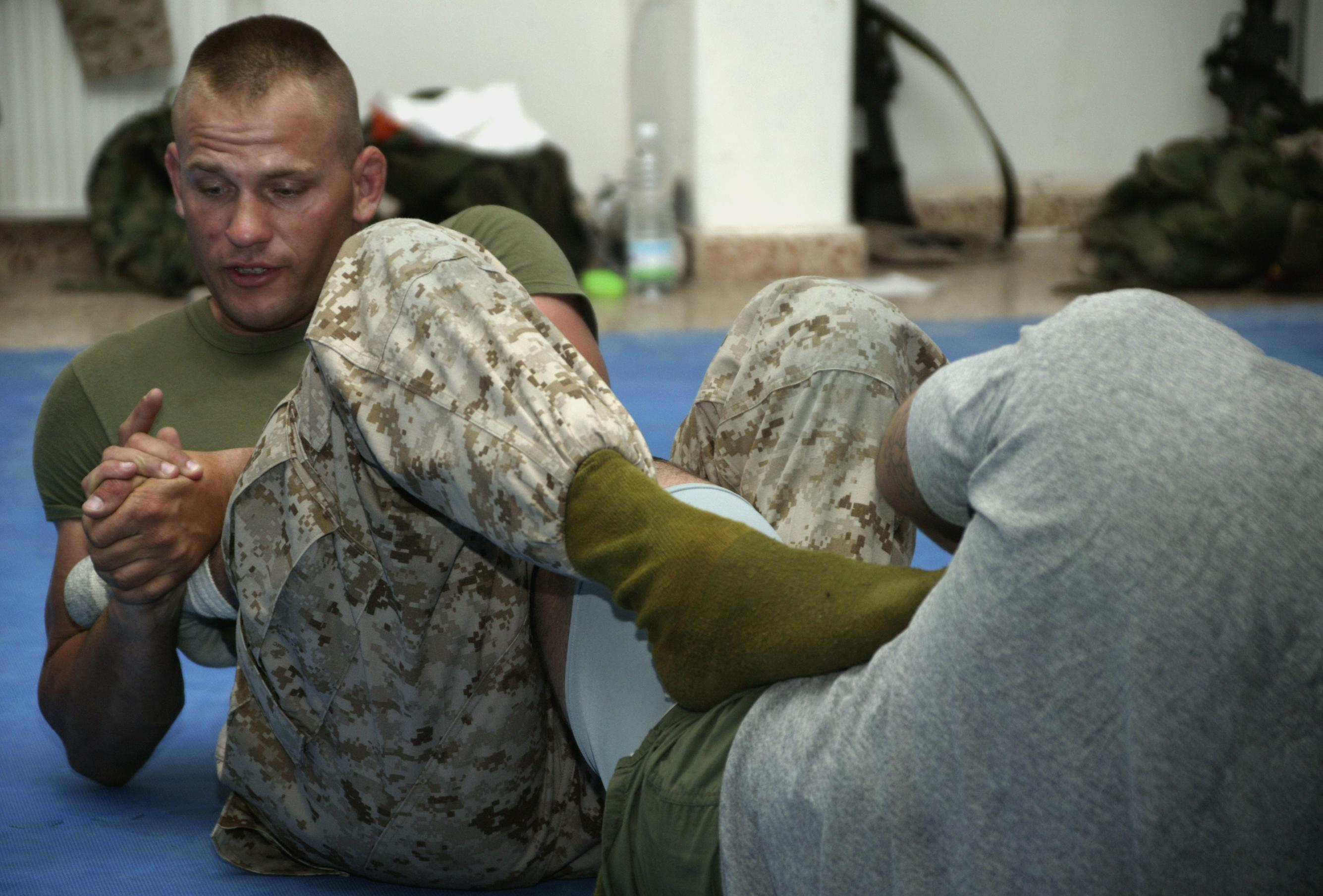
Ein Soldat bei der Ausführung eines Heel Hook. Durch die Verdrehung des Fußes kann das Knie enormen Schaden nehmen. Das Bein des Gegners ist gesperrt, so dass er nicht entkommen kann.

Ein Heel Hook ist ein Leg Lock, der mehrere Gelenke attackiert. Er wird durch Querverdrehen des Fußes entweder nach innen oder nach lateral aufgesetzt. Die Torsionskraft übt ein starkes Drehmoment auf den Knöchel aus, der wiederum das Drehmoment auf das Knie überträgt.
Es gibt verschiedene Varianten von Heel Hooks, wobei sie typischerweise dadurch ausgeführt werden, dass die Beine um ein Bein eines Gegners gelegt werden und der gegnerische Fuß in der Achselhöhle auf derselben Seite gesperrt wird. Die Beine werden verwendet, um die Bewegung des Körpers des Gegners zu steuern, während der Fuß des Gegners verdreht wird. Indem die Ferse mit dem Unterarm gehalten wird und der gesamte Körper eine Drehbewegung erzeugt, entsteht ein enormes mittleres Drehmoment am Knöchel. Eine Variation besteht darin, dass der Fuß des Gegners in der gegenüberliegenden Achsel gehalten und seitlich gedreht wird; Diese Variante wird als Inverted, Reverse oder Inside Heel Hook bezeichnet.
Der Heel Hook wird allgemein als eine sehr gefährlicher Leg Lock mit einer hohen Verletzungsrate angesehen. Zum einen ist bei dieser Technik der "Warnschmerz" sehr gering; Die Schmerzen setzen also erst ein, wenn es bereits zu spät ist und bereits eine Verletzung eingetreten ist. Er ist in vielen Kampfsportarten verboten, auch solchen, die grundsätzlich Leg Locks erlauben, wie etwa Sambo oder Brazilian Jiu Jitsu. Zwar werden diese Verbote teilweise auf Graduierungsstufen mit geringerer Erfahrung beschränkt, etwa Weiß- oder Blaugurte. Allerdings ist dies nicht durchgängig. So ist bei Turnieren, welche nach dem Regelwerk der des BJJ-Dachverbandes IBJJF antreten, der Heel Hook auch für Schwarzgurte verboten.
Bei Turnieren der NAGA dagegen sind sie für Fortgeschrittene (Intermediate) und Könner (Experts) erlaubt.
Allerdings gilt es auch bei Turnieren, wo sie erlaubt sind, als schwerwiegender Verstoß, wenn man es zu lange hält. Zum Beispiel entließ die Ultimate Fighting Championship im Weltergewicht Rousimar Palhares, nachdem er Mike Pierce mit einem Heel Hook besiegte, und nicht rechtzeitig nach dem Abklopfen losgelassen hatte.

### Angriffe auf die Fußgelenke (Ankle Locks)
Ein Ankle Lock (gelegentlich auch als Shin Lock („Schienbeinsperre“) bezeichnet) ist ein Leglock, der auf eines der Gelenke im Knöchel angewendet wird, typischerweise durch Überstrecken des Sprunggelenks (Sprunggelenk) durch Plantar Hyperflexion. Ankle Locks werden häufig so angewendet, dass sie auch gleichzeitig die Nervenverbindungen zur Achillessehne und manchmal auch zum Wadenmuskel komprimieren, und so für einen starken Reizschmerz sorgen.

#### Straight Ankle Lock
Der Straight Ankle Lock (je nachdem, wie er durchgeführt wird, im Judo auch bekannt als Akiresuken-Gatame oder Ashi-Hishigi) wird in der Regel durchgeführt, indem mit den Beinen eines der gegnerischen Beine isoliert wird.
Der gegnerische Fuß wird hierzu unter der Achselhöhle platziert und mit dem Unterarm fixiert. Es gibt diverse Variationen; in der Standardausführung jedoch blockiert der eigene Fuß die Hüfte des Gegners, um ihn zum einen am Aufstehen zu hindern, zum anderen den Druck zu erhöhen. Der andere Fuß sperrt den zweiten Fuß des Gegners, um Befreiungsversuche zu unterbinden.
Der eigene Unterarm sperrt den Fuß des Gegners und wirkt als Hebel, über den der gegnerische Fuß überstreckt wird.
Schiebt der Kämpfer nun die Hüfte nach vorne, entsteht ein starker Druck auf die Achillessehne, insbesondere, wenn der knöcherne Unterarm verwendet wird. Klopft der Gegner nicht ab, kann es so zu schwerwiegenden Schäden kommen.

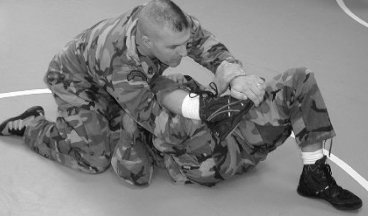
Ein Toe Hold (zu sehen hier der sog. "Figure Four-Griff, ähnlich der Zahl "4")

#### Toe Hold
Ein "toe hold" (auch bekannt als Ashi-dori-garami im Judo) beinhaltet die Verwendung der Hände zum Überstrecken und / oder Hyperdrehen des Knöchels, typischerweise durch Ergreifen des Fußes in der Nähe der Zehen, und Drehen oder Drücken des Fußes, während das Bein des Gegners kontrolliert wird. Ein üblicher Typ des Zeh Haltens ist Figure-Four-Griff. Die Bezeichnung rührt daher, dass man den Fuß mit einer Hand an den Zehen hält und die andere Hand unter die Achillessehne des Gegners legt und das Handgelenk ergreift, so dass sich die Zahl "4" ergibt.
Der Körper des Gegners muss zur Ausführung gesperrt werden, beispielsweise durch eine " Reverse Mount" oder eine Leglock-Position wie die 50/50 Guard. Ist dies nicht der Fall, kann sich der Gegner mitdrehen, und so die Spannung aus den Sehnen nehmen, oder der Position entkommen.
Durch die Sperre des Körpers und den sicheren Griff entsteht so ein enormes Drehmoment, welches den zu einem Bänderriss im Knöchel führen kann.

### Angriffe auf die Wadenmuskulatur
Eine Attacke, welche auf das Quetschen der Wadenmuskulatur zielt, ist nicht immer eindeutig von Straight Ankle Locks abzugrenzen, da diese oftmals bei unsauberer Ausführung, etwa bei Verteidigung durch den Gegner oder bei Anfängern, nahtlos in Kompressionen der Wadenmuskulatur übergehen.

#### Calf Crush
Ein calf crush oder calf slicer (bekannt calf cutter, knee slicer, or knee separator), in Judo als hiza-hishigi, ist eine Technik, bei welcher die Waden des Gegners gequetscht/komprimiert werden. Indem man den Unterarm oder das Schienbein in die Kniekehle legt, um den Wadenmuskel zu quetschen, erhöht man den Druck, so dass zuerst der Schmerz einsetzt und bei Nichtaufgabe das Kniegelenk separiert wird.
Wie bei Bizeps-Crushern besteht auch hier das allgemeine Missverständnis, dass diese Technik nur Schmerzen verursacht. Calf Crusher können sehr ernsthafte Verletzungen des Knies verursachen sowie die Wadenmuskulatur schädigen.
Deshalb sollten sie nur von geübten Sportlern ausgeführt werden.